# Siergiej Kuzniecow (kompozytor)

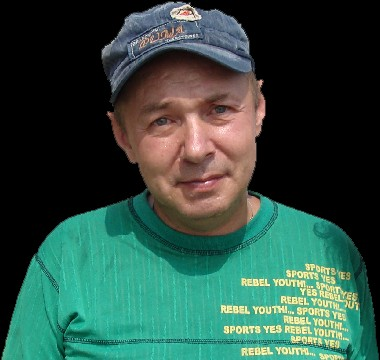
Siergiej Kuzniecow

Siergiej Kuzniecow (ros. Сергей Борисович Кузнецов; ur. 6 stycznia 1964 w Miednogorsku, zm. 7 listopada 2022 w Orenburgu) – rosyjski muzyk i kompozytor, autor tekstów.
Był współzałożycielem następujących rosyjskich chłopięcych grup muzycznych:
- Łaskowyj Maj (ros. Ласковый май) (1986)
- Mama (1989)
- Czerniła dla piatogo kłassa (ros. Чернила для пятого класса) (1993)
- Czernilnoje niebo (ros. Чернильное небо) (2000)
- Stiekłowata (ros. Стекловата) (1999)
- Nowyje Formy (ros. Новые формы) (2002)
- Raduga noczju (ros. Радуга ночью)